# Немчинов, Василий Сергеевич
Васи́лий Серге́евич Немчи́нов (2 [14] января 1894, с. Грабово, Пензенская губерния — 5 ноября 1964, Москва) — советский экономист, статистик, один из основоположников экономико-математического направления советской экономической науки. Лауреат Сталинской и Ленинской премий.
Академик АН СССР (30.11.1946), академик ВАСХНИЛ (1948), академик АН Белорусской ССР (1940).
Доктор экономических наук (1935), профессор (1928).

## Биография
Окончил Челябинское реальное училище (1913), экономическое отделение Московского коммерческого института (1917).
Руководил отделом беженцев Всероссийского земского союза в Москве (1915—1917), сектором статистики продовольственных пунктов Земгора (Москва — Киев). Заведующий оценочно-статистическим отделением Челябинского уездного земства, статистическим бюро земельного отдела (1917—1922).
Читал курс истории европейского искусства в Челябинском народном университете (1919). После создания Челябинской губернии возглавил губернское статистическое бюро (1919), на территории губернии руководил проведением 1-й переписи населения РСФСР.
Заведующий Уральского областного статуправления (Свердловск, 1923). Член коллегии ЦСУ СССР (1926—1930). Член коллегии Сектора народнохозяйственного учёта Госплана СССР (1930—1931); член коллегии Центрального управления народнохозяйственного учёта СССР (ЦУНХУ) (1932—1934). Заместитель председателя учрежденной Государственной комиссии по сортоиспытанию зерновых культур НКЗ СССР (1937).
С 1928 года — заведующий кафедрой статистики, в 1940—1948 — директор Московской сельскохозяйственной академии им. Тимирязева. Руководитель статистической секции Московского дома учёных (1939—1948). В начале 1940 года возглавляет впервые учрежденный сектор статистики Института экономики АН СССР.
Один из руководителей советской делегации на переговорах в Думбартон-Оксе (1944), связанных с созданием ООН.
На августовской сессии ВАСХНИЛ 1948 года выступил против Лысенко в защиту генетики. Через день после сессии был освобождён от должности директора Тимирязевской академии, а через полгода вынужден был уйти с кафедры статистики академии. Секретариат ЦК вывел Немчинова из состава Комитета по Сталинским премиям в области науки.
В 1949—1963 — председатель Совета по изучению производительных сил (СОПС). В 1953—1959 академик-секретарь Отделения экономических, философских и правовых наук, с 1953 по 1962 — член Президиума АН СССР.
В 1955 году подписал «Письмо трёхсот».
Инициатор созыва в 1954 году Всесоюзного совещания по вопросам преподавания статистики в экономических вузах; инициатор издания серии «Библиотека экономической науки и статистики». Профессор, основатель и заведующий кафедрой математических методов анализа экономики экономического факультета МГУ (1962—1964); читал курс «Экономико-методы и модели». Профессор кафедры политэкономии Академии общественных наук при ЦК ВКП(б) (с 1947 года). Заведующий кафедрой математических методов анализа экономики МГУ (1963—1964).
Активный участник международных научных конференций в Бухаресте и Клуже (1957), Пекине, Шанхае и Париже (1958), Милане и Риме (1959), Будапеште (1961), Варшаве и Кракове (1961), Софии и Варне (1962), Праге и Братиславе (1962), Берлине, Гааге и Бирмингеме (1964). На трёх сессиях Международного статистического института (XXX, 1957; XXXI, 1958; XXXII, 1960) обсуждались его доклады о балансовом методе в экономической статистике, о математико-экономических проблемах построения баланса народного хозяйства, о межотраслевом балансе как макроэкономической модели оптимального планирования.
В 1958 организовал первую в стране лабораторию экономико-математических исследований АН СССР. На её базе в 1963 был создан Центральный экономико-математический институт АН СССР (ныне ЦЭМИ РАН). Создатель и главный редактор журнала «Экономика и математические методы» (1963).

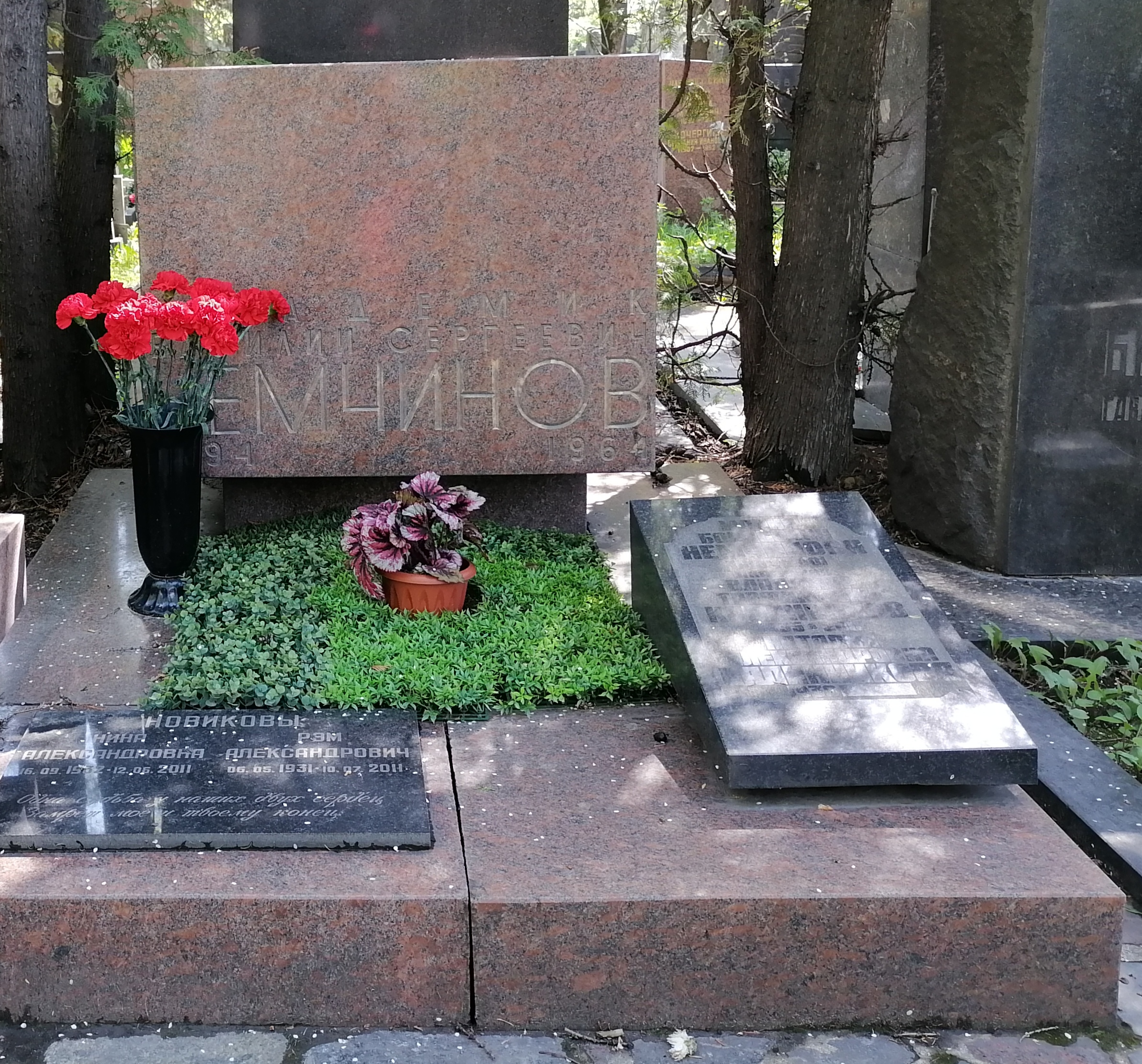
Могила на Новодевичьем кладбище

Похоронен на Новодевичьем кладбище.

## Научные взгляды и достижения
Работы в области теории и практики статистики (вопросы социальной и экономической структуры общества, вопросы теории статистического наблюдения, разработка методов объективного измерения и анализа массовых хозяйственных явлений), проблем развития производственных сил и структуры общественного производства, методологии изучения производительности труда, разработки моделей планового хозяйства, экономической оценки.
Первые теоретические работы касались изучения классовой структуры советской деревни в 20-х годах («О статистическом изучении классового расслоения деревни» (1926), «О социально-экономических группировках крестьянских хозяйств» (1927), «Опыт классификации крестьянских хозяйств» (1928)). В работе «Структура хлебного производства» (1928) были построены хлебофуражные балансы для предреволюционного времени и исчислены размеры внедеревенского товарного хлеба для 1926/1927 года, рассматривались причины недостатка товарного зерна в стране.
В 1927 и 1928 гг. классификация хозяйств В. С. Немчинова была положена в основу двух специальных, им же организованных, гнездовых динамических переписей сельского хозяйства. Под его руководством в 1929—1931 гг. были произведены первые сплошные обследования совхозов и колхозов. Автор метода инструментального измерения урожайности путём небольшого числа выборочных проб — «метровок» (площадью в 1 м²), сменившего приёмы субъективной оценки урожайности.
Автор схемы Немчинова — Перегудова в математической статистике, развивавшей идею ортогональных полиномов Чебышёва. Этот результат нашёл отражение в его книге «Полиномы Чебышёва и математическая статистика».
Как председатель Совета по изучению производительных сил разработал вопросы строительства промышленных, угольно-металлургических, баз и гидроузлов в верховье Енисея, в бассейне Амура, рассматривая их как центры будущих крупных общехозяйственных комплексов.
Параллельно серии экспедиционных обследований возникает ряд принципиально новых теоретических работ: о развитии производительных сил сельского хозяйства при социализме (1953), о критериях размещения культур и отраслей животноводства (1947) и экономических вопросах развития животноводства (1955), о специализации производства при перспективном размещении сельского хозяйства (1957), о перспективах развития производительных сил Сибири и Урала (1956, 1958); «Теоретические вопросы рационального размещения производительных сил» (1961). Популяризируя свои идеи, Немчинов издал ряд популярных брошюр, выступил с циклом лекций, статей в газетах и журналах (преимущественно восточносибирских).
В качестве делегата от СССР на III Международном конгрессе социологов (Амстердам, 1956) выступил с докладом «Изменения в классовой структуре населения СССР», на IV (Милан, 1959) — с докладом «Социологический аспект планирования».
Один из основоположников экономико-математического направления отечественной экономической науки. Один из первых поставил и решил теоретические вопросы экономической кибернетики, эконометрии, применения методов математического моделирования и вычислительной техники в экономических исследованиях (монография «Экономико-математические методы и модели»), разработал модели расширенного воспроизводства, статистическую модель общественного разделения труда.
В конце 1957 года, пригласив несколько талантливых выпускников экономических вузов и группу ленинградских математиков, — организовал первую в стране Лабораторию по применению статистических и математических методов в экономических исследованиях и планировании в Сибирском отделении АН СССР, которая впоследствии была переведена в Москву. В 1958 г. участвовал в совещании Академии наук СССР для координации исследований. На первом Всесоюзном совещании о применении математических методов в экономических исследованиях и планировании выступил (апрель 1960) с программным пленарным выступлением, а также с докладом «Теоретические вопросы межотраслевого и межрегионального баланса производства и распределения продукции народного хозяйства» в одной из секций. В 1961 г. под редакцией В. С. Немчинова были изданы труды совещания в семи томах.
Возглавил Научный совет по применению математических методов и электронной вычислительной техники в экономических исследованиях и планировании, несколько позже — секцию экономической кибернетики Научного совета по комплексной проблеме «Кибернетика», а в ноябре 1961 г. — Научный совет по комплексной проблеме «Научные основы планирования и организации общественного производства» АН СССР.
В 1962—1963 гг. второй из названных советов стал руководить работой восьми других научных советов Академии наук СССР: по эффективности капитальных вложений, по проблемам ценообразования, по размещению производительных сил, по экономическим проблемам химизации народного хозяйства и др. В 1963 г. разросшаяся лаборатория В. С. Немчинова после присоединения к ней трёх других аналогичных лабораторий АН СССР и Госплана СССР, была преобразована в Центральный экономико-математический институт (ЦЭМИ) Академии наук СССР.
Под его руководством были возобновлены прерванные с 1920-х годов работы по межотраслевому балансу.
Работы Немчинова оказали влияние на развитие концепции планового ценообразования.

## Награды и звания
- Доктор экономических наук (1935).
- Действительный член Международного статистического института (1958).
- Член Королевского статистического общества Великобритании (1961).
- Почётный доктор наук Бирмингемского университета (1964).
- Награждён тремя орденами Ленина (1939, 1946, 1964), двумя орденами Трудового Красного Знамени (06.12.1940 — «в ознаменование 75-летнего юбилея Московской ордена Ленина Сельскохозяйственной Академии имени К. А. Тимирязева, за выдающиеся заслуги в деле развития сельскохозяйственных наук и подготовки высококвалифицированных специалистов сельского хозяйства», 1944), орденом Красной звезды (1945), медалями.
- Лауреат Сталинской премии (1946; за научный труд «Сельскохозяйственная статистика») и Ленинской премии (1965; (посмертно) за участие в научной разработке методов линейного программирования и экономических моделей).
- В честь учёного РАН учредила премию его имени (1993).

## Память
В 1967 году именем Немчинова названа улица в Москве, САО, Тимирязевский район.